# 1.ª etapa do Giro d'Italia de 2023
A 1.ª etapa do Giro d'Italia de 2023 teve lugar a 6 de maio de 2022 e consistiu numa contrarrelógio individual com início em Fossacesia  e final em Ortona  sobre um percurso de 19,6 km. O vencedor foi o belga Remco Evenepoel da equipa Soudal Quick-Step, sendo ademais o primeiro líder da prova.

## Percurso
A saída da 106.ª edição do Giro foi dada na Costa di Trabocchi (Tudor ITT) de Marina Fossacesia à beira do Mar Adriático. O percurso era plano durante os primeiros 16,8 quilómetros junto ao mar na direção o noroeste até à porta de Porto di Ortona. A estrada eleva-se então um pouco nos últimos 2 800 m (desnível de 60 m) para atingir a cidade da chegada de Ortona onde se localiza também a cimeira de um col de 4.º categoria cujo sopé se encontra em Porto di Ortona. Os tempos intermediários foram tomados em Marina di San Vito, a meio do percurso após uma distância de 9,8 km e em Porto di Ortona após 16,8 km.

## Desenvolvimento da corrida
O primeiro corredor (Laurens Huys) lança-se a 13:50 e o último (Stefano Oldani) a 16:48 (hora local). As quatro principais favoritos para a vitória desta primeira etapa seguem-se durante a saída : Remco Evenepoel a 16:34:00, Primož Roglič a 16:35:00, Stefan Küng a 16:36:00 e Filippo Ganna a 16:37:00.
Já em cabeça durante os dois tempos intermediários, Remco Evenepoel domina este crono ante Filippo Ganna e distância seu principal rival à classificação geral Primož Roglič de 43 segundos. O Belga campeão do mundo apodera-se pois do primeiro maillot rosa do Giro de 2023. É Tao Geoghegan Hart que realiza a melhor subida para a chegada e veste o maillot azul do grande Prêmio da Montanha.

## Classificação da etapa
| Fossacesia - Ortona | contrarrelógio individual | (19,6 km) |

| \| Classificação por etapas \| Classificação por etapas \| Classificação por etapas \| Classificação por etapas \| Classificação por etapas \| \| Ciclista \| Ciclista \| Equipe \| Tempo \| \| \| ------------------------ \| ------------------------ \| ------------------------ \| ------------------------ \| ------------------------ \| \| 1. \| Remco Evenepoel \| Soudal Quick-Step \| 21m18s \| \| \| 2. \| Filippo Ganna \| Ineos Grenadiers \| + 22s \| \| \| 3. \| João Almeida \| UAE Team Emirates \| + 29s \| \| \| 4. \| Tao Geoghegan Hart \| Ineos Grenadiers \| + 40s \| \| \| 5. \| Stefan Küng \| Groupama-FDJ \| + 43s \| \| \| 6. \| Primož Roglič \| Jumbo-Visma \| + 43s \| \| \| 7. \| Jay Vine \| UAE Team Emirates \| + 46s \| \| \| 8. \| Brandon McNulty \| UAE Team Emirates \| + 48s \| \| \| 9. \| Geraint Thomas \| Ineos Grenadiers \| + 55s \| \| \| 10. \| Aleksandr Vlasov \| Bora-Hansgrohe \| + 55s \| \| |                    |                   |        |
| |                    |                   |        |
| Fonte: ProCyclingStats |                    |                   |        |
| Classificação por etapas |                    |                   |        |
| Ciclista | Ciclista           | Equipe            | Tempo  |
| 1. | Remco Evenepoel    | Soudal Quick-Step | 21m18s |
| 2. | Filippo Ganna      | Ineos Grenadiers  | + 22s  |
| 3. | João Almeida       | UAE Team Emirates | + 29s  |
| 4. | Tao Geoghegan Hart | Ineos Grenadiers  | + 40s  |
| 5. | Stefan Küng        | Groupama-FDJ      | + 43s  |
| 6. | Primož Roglič      | Jumbo-Visma       | + 43s  |
| 7. | Jay Vine           | UAE Team Emirates | + 46s  |
| 8. | Brandon McNulty    | UAE Team Emirates | + 48s  |
| 9. | Geraint Thomas     | Ineos Grenadiers  | + 55s  |
| 10. | Aleksandr Vlasov   | Bora-Hansgrohe    | + 55s  |

## Classificações ao final da etapa

### Classificação geral(Maglia Rosa)
| \| Classificação geral \| Classificação geral \| Classificação geral \| Classificação geral \| Classificação geral \| \| Ciclista \| Ciclista \| Equipe \| Tempo \| \| \| ------------------- \| ------------------- \| ------------------- \| ------------------- \| ------------------- \| \| 1. \| Remco Evenepoel \| Soudal Quick-Step \| 21m18s \| \| \| 2. \| Filippo Ganna \| Ineos Grenadiers \| + 22s \| \| \| 3. \| João Almeida \| UAE Team Emirates \| + 29s \| \| \| 4. \| Tao Geoghegan Hart \| Ineos Grenadiers \| + 40s \| \| \| 5. \| Stefan Küng \| Groupama-FDJ \| + 43s \| \| \| 6. \| Primož Roglič \| Jumbo-Visma \| + 43s \| \| \| 7. \| Jay Vine \| UAE Team Emirates \| + 46s \| \| \| 8. \| Brandon McNulty \| UAE Team Emirates \| + 48s \| \| \| 9. \| Geraint Thomas \| Ineos Grenadiers \| + 55s \| \| \| 10. \| Aleksandr Vlasov \| Bora-Hansgrohe \| + 55s \| \| |                    |                   |        |
| |                    |                   |        |
| Fonte: ProCyclingStats |                    |                   |        |
| Classificação geral |                    |                   |        |
| Ciclista | Ciclista           | Equipe            | Tempo  |
| 1. | Remco Evenepoel    | Soudal Quick-Step | 21m18s |
| 2. | Filippo Ganna      | Ineos Grenadiers  | + 22s  |
| 3. | João Almeida       | UAE Team Emirates | + 29s  |
| 4. | Tao Geoghegan Hart | Ineos Grenadiers  | + 40s  |
| 5. | Stefan Küng        | Groupama-FDJ      | + 43s  |
| 6. | Primož Roglič      | Jumbo-Visma       | + 43s  |
| 7. | Jay Vine           | UAE Team Emirates | + 46s  |
| 8. | Brandon McNulty    | UAE Team Emirates | + 48s  |
| 9. | Geraint Thomas     | Ineos Grenadiers  | + 55s  |
| 10. | Aleksandr Vlasov   | Bora-Hansgrohe    | + 55s  |

### Classificação por pontos(Maglia Ciclamino)
| Classificação por pontos | Classificação por pontos | Classificação por pontos | Classificação por pontos | Classificação por pontos |
| Ciclista                 | Ciclista                 | Equipe                   | Pontos                   |                          |
| ------------------------ | ------------------------ | ------------------------ | ------------------------ | ------------------------ |
| 1.                       | Remco Evenepoel          | Soudal Quick-Step        | 15 pts                   |                          |
| 2.                       | Filippo Ganna            | Ineos Grenadiers         | 12 pts                   |                          |
| 3.                       | João Almeida             | UAE Team Emirates        | 9 pts                    |                          |
| 4.                       | Tao Geoghegan Hart       | Ineos Grenadiers         | 7 pts                    |                          |
| 5.                       | Stefan Küng              | Groupama-FDJ             | 6 pts                    |                          |
| 6.                       | Primož Roglič            | Jumbo-Visma              | 5 pts                    |                          |
| 7.                       | Jay Vine                 | UAE Team Emirates        | 4 pts                    |                          |
| 8.                       | Brandon McNulty          | UAE Team Emirates        | 3 pts                    |                          |
| 9.                       | Geraint Thomas           | Ineos Grenadiers         | 2 pts                    |                          |
| 10.                      | Aleksandr Vlasov         | Bora-Hansgrohe           | 1 pt                     |                          |

### Classificação da montanha(Maglia Azzurra)
| Classificação da montanha | Classificação da montanha | Classificação da montanha | Classificação da montanha | Classificação da montanha |
| Ciclista                  | Ciclista                  | Equipe                    | Pontos                    |                           |
| ------------------------- | ------------------------- | ------------------------- | ------------------------- | ------------------------- |
| 1.                        | Tao Geoghegan Hart        | Ineos Grenadiers          | 3 pts                     |                           |
| 2.                        | João Almeida              | UAE Team Emirates         | 2 pts                     |                           |
| 3.                        | Marius Mayrhofer          | Team DSM                  | 1 pt                      |                           |

### Classificação dos jovens(Maglia Bianca)
| Classificação dos jovens | Classificação dos jovens | Classificação dos jovens | Classificação dos jovens | Classificação dos jovens |
| Ciclista                 | Ciclista                 | Equipe                   | Tempo                    |                          |
| ------------------------ | ------------------------ | ------------------------ | ------------------------ | ------------------------ |
| 1.                       | Remco Evenepoel          | Soudal Quick-Step        | 21m18s                   |                          |
| 2.                       | João Almeida             | UAE Team Emirates        | + 29s                    |                          |
| 3.                       | Brandon McNulty          | UAE Team Emirates        | + 48s                    |                          |
| 4.                       | Ilan Van Wilder          | Soudal Quick-Step        | + 1m12s                  |                          |
| 5.                       | Daan Hoole               | Trek-Segafredo           | + 1m17s                  |                          |
| 6.                       | Andreas Leknessund       | Team DSM                 | + 1m18s                  |                          |
| 7.                       | Jonathan Milan           | Bahrain Victorious       | + 1m27s                  |                          |
| 8.                       | Thymen Arensman          | Ineos Grenadiers         | + 1m31s                  |                          |
| 9.                       | Marco Frigo              | Israel-Premier Tech      | + 1m41s                  |                          |
| 10.                      | Michel Hessmann          | Jumbo-Visma              | + 1m44s                  |                          |

### Classificação por equipas"Super team"
| Classificação por equipes | Classificação por equipes | Classificação por equipes | Classificação por equipes |
| Equipe                    | Equipe                    | Tempo                     |                           |
| ------------------------- | ------------------------- | ------------------------- | ------------------------- |
| 1.                        | Ineos Grenadiers          | 1h05m51s                  |                           |
| 2.                        | UAE Team Emirates         | + 6s                      |                           |
| 3.                        | Soudal Quick-Step         | + 38s                     |                           |
| 4.                        | Groupama-FDJ              | + 1m26s                   |                           |
| 5.                        | Bora-Hansgrohe            | + 1m44s                   |                           |
| 6.                        | Team Jayco AlUla          | + 1m46s                   |                           |
| 7.                        | Trek-Segafredo            | + 1m49s                   |                           |
| 8.                        | Jumbo-Visma               | + 1m56s                   |                           |
| 9.                        | EF Education-EasyPost     | + 2m24s                   |                           |
| 10.                       | Bahrain Victorious        | + 2m34s                   |                           |

## Abandonos
Nenhum.